# Liste des œuvres d'art du Gers
Cet article vise à recenser les œuvres d'art dans l'espace public du Gers, en France.

## Liste
Les œuvres sont classées par ordre alphabétique de communes et, au sein de celles-ci, par ordre chronologique d'installation, dans la mesure des informations disponibles.

### Sculptures
| Œuvre                                      | Auteur              | Commune              | Localisation              | Notes                                        | Installation | Coordonnées                      | Illustration                               |
| ------------------------------------------ | ------------------- | -------------------- | ------------------------- | -------------------------------------------- | ------------ | -------------------------------- | ------------------------------------------ |
| L'Abri impossible                          | Jaume Plensa        | Auch                 | Passerelle Saint-Pierre   |                                              | 1992         | 43° 38′ 41″ nord, 0° 35′ 18″ est | Image manquante                            |
| Statue de D'Artagnan                       | Firmin Michelet     | Auch                 | Boulevard Sadi-Carnot     | Représente D'Artagnan.                       | 1931         | 43° 38′ 44″ nord, 0° 35′ 18″ est | Statue de D'Artagnan                       |
| Buste de Guillaume de Saluste du Bartas    | Victor Maziès       | Auch                 | Place Saluste-du-Bartas   | Représente Guillaume de Saluste du Bartas.   | 1890         | 43° 38′ 47″ nord, 0° 35′ 03″ est | Buste de Guillaume de Saluste du Bartas    |
| Buste de Jean David                        | À déterminer        | Auch                 | Allées d'Étigny           | Représente Jean David.                       | À déterminer | 43° 38′ 53″ nord, 0° 34′ 57″ est | Buste de Jean David                        |
| Monument à Prosper-Olivier Lissagaray      | À déterminer        | Auch                 | Jardin Ortholan           | Représente Prosper-Olivier Lissagaray.       | À déterminer | 43° 38′ 46″ nord, 0° 35′ 14″ est | Monument à Prosper-Olivier Lissagaray      |
| Statue d'Antoine Mégret d'Étigny           | Jean-Pierre Vigan   | Auch                 | Allées d'Étigny           | Représente Antoine Mégret d'Étigny.          | À déterminer | 43° 38′ 50″ nord, 0° 35′ 01″ est | Statue d'Antoine Mégret d'Étigny           |
| L'Observatoire du temps                    | Jaume Plensa        | Auch                 | Escalier monumental       |                                              | 1992         | 43° 38′ 44″ nord, 0° 35′ 12″ est | L'Observatoire du temps                    |
| Statue de Louis Thomas Villaret de Joyeuse | André Tauziède      | Auch                 | Place Villaret-de-Joyeuse | Représente Louis Thomas Villaret de Joyeuse. | À déterminer | 43° 38′ 58″ nord, 0° 35′ 18″ est | Statue de Louis Thomas Villaret de Joyeuse |
| Statue                                     | À déterminer        | Clermont-Pouyguillès | À déterminer              |                                              | À déterminer | à géolocaliser                   | Statue                                     |
| Les Mousquetaires                          | Zourab Tsereteli    | Condom               | Place Saint-Pierre        |                                              | 2010         | 43° 57′ 28″ nord, 0° 22′ 24″ est | Les Mousquetaires                          |
| Statue de Jean Lannes                      | Jean-Pierre Cortot  | Lectoure             | À déterminer              | Représente Jean Lannes.                      | 1834         | 43° 56′ 02″ nord, 0° 37′ 34″ est | Statue de Jean Lannes                      |
| Le Totem                                   | Collectif           | Pavie                | Lycée Beaulieu-Lavacant   |                                              | 2000         | à géolocaliser                   | Image manquante                            |
| Monument à Francisco Ruiz Miguel           | Manuel de la Fuente | Vic-Fezensac         | Arènes Joseph-Fourniol    | Représente Francisco Ruiz Miguel.            | À déterminer | 43° 56′ 02″ nord, 0° 37′ 35″ est | Monument à Francisco Ruiz Miguel           |

### Monuments pour une bataille ou un événement
| Œuvre                                            | Auteur       | Commune        | Localisation                            | Notes                                            | Installation | Coordonnées    | Illustration                                     |
| ------------------------------------------------ | ------------ | -------------- | --------------------------------------- | ------------------------------------------------ | ------------ | -------------- | ------------------------------------------------ |
| Monument à l'accident ferroviaire de Villecomtal | À déterminer | Laguian-Mazous | À l'ancien passage à niveau de Cartalle | Commémore l'accident ferroviaire de Villecomtal. | 1923         | à géolocaliser | Monument à l'accident ferroviaire de Villecomtal |

### Fontaines
| Œuvre                      | Auteur                         | Commune   | Localisation                             | Notes | Installation       | Coordonnées    | Illustration    |
| -------------------------- | ------------------------------ | --------- | ---------------------------------------- | ----- | ------------------ | -------------- | --------------- |
| Fontaine des Trois Grâces, | Copie d'après Germain Pilon    | Condom    | Dans le square de l'Hôtel-de-Ville       |       | À déterminer       | à géolocaliser | Image manquante |
| Fontaine du Printemps      | Albert-Ernest Carrier-Belleuse | Fleurance | Au nord-est de la halle-hôtel de ville   |       | Entre 1848 et 1850 | à géolocaliser | Image manquante |
| Fontaine de l'Été          | Albert-Ernest Carrier-Belleuse | Fleurance | Au sud-est de la halle-hôtel de ville    |       | Entre 1848 et 1850 | à géolocaliser | Image manquante |
| Fontaine de l'Automne      | Albert-Ernest Carrier-Belleuse | Fleurance | Au sud-ouest de la halle-hôtel de ville  |       | Entre 1848 et 1850 | à géolocaliser | Image manquante |
| Fontaine de l'Hiver        | Albert-Ernest Carrier-Belleuse | Fleurance | Au nord-ouest de la halle-hôtel de ville |       | Entre 1848 et 1850 | à géolocaliser | Image manquante |

### Œuvres disparues ou retirées
| Œuvre | Auteur | Commune | Localisation | Notes | Installation | Coordonnées | Illustration |
| ----- | ------ | ------- | ------------ | ----- | ------------ | ----------- | ------------ |